# Dorfkirche Lohmen

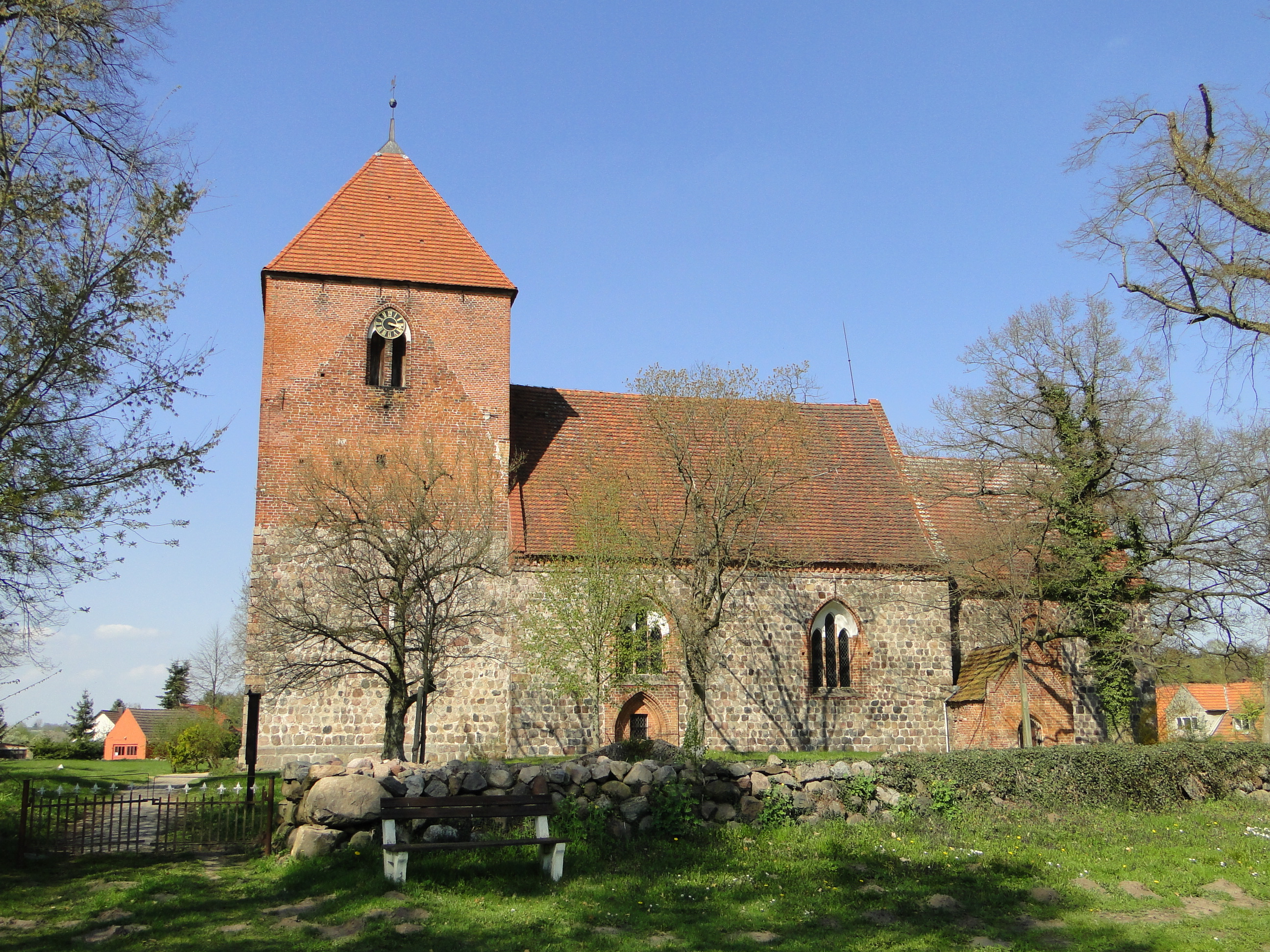
Südseite der Kirche in Lohmen (2015)

Die Dorfkirche Lohmen ist ein Feldsteinbau, der nach 1285 erbaut wurde. Das Patronat hatte seit dem 13. Jahrhundert das Kloster Dobbertin. Lohmen liegt im Süden des Landkreises Rostock in Mecklenburg-Vorpommern und gehört zur Propstei Rostock im Kirchenkreis Mecklenburg der Evangelisch-Lutherischen Kirche in Norddeutschland (Nordkirche).

## Geschichte
Lohmen wurde erstmals in einer Schenkungsurkunde am 28. September 1225 erwähnt, als Fürst Heinrich Borwin II. von Mecklenburg das Dorf Lohme mit allem Ackerland dem Kloster Dobbertin schenkte. Seine Söhne Johann von Mecklenburg und Nikolaus I. von Werle bestätigen am 28. August 1227 in Güstrow dem Mönchskloster Dobbertin den ihm von ihrem verstorbenen Vater vor zwei Jahren vorher übereigneten Güterbesitz, darunter „das dorff Lome“. Es ist wahrscheinlich aus der slawischen Zeit überkommen, denn der Name wird als Stein- oder Windbruchort gedeutet. Fürst Nicolaus von Rostock beurkundete am 23. November 1237 in Güstrow den Dobbertiner Nonnen mit den Grenzen des Klostergebietes auch ihren Besitz am Dorf Lohmen. 1263 nahm Papst Urban IV. das Kloster Dobbertin und dessen Güterbesitz und Rechte, darunter das Patronat von Lohmen („ius patronatus im dorffe Lumene“) in seinen Schutz.
Von der katholischen Zeit der Lohmener Kirche und seinen Priestern ist wenig bekannt. Ende des 13. Jahrhunderts soll ein Priester Bernhard dort gewirkt haben. In der ersten Hälfte des 14. Jahrhunderts wurden Johann und Bodo als Pfarrherren genannt und etwa 100 Jahre später war es Johannes von Poserin. 1518 wurde in die Patronatskirchen des Klosters Dobbertin in Lohmen und in Groß Upahl eingebrochen; dabei wurden Messgeräte gestohlen. Jacob Berckhane mit Knecht Peter wurden als Diebe ermittelt.
Während der Reformationsjahre im Kloster Dobbertin sind vom 19. bis 29. September 1557 auch die unter dem Patronat des Klosters stehenden Kirchen zu Mestlin, Kirch-Kogel, Goldberg, Demen und Lohmen visitiert worden. In Lohmen war Joachim Rosenow seit vier Jahren Pastor. Er war noch aus der katholischen Kirche gekommen und dort auch Küster gewesen. Ein alter Mann, der noch „nach dem Zölibat lebte, den Katechismus und die Artikel nicht recht verstand“, wie die Visitatoren kritisierten.
Das Visitationsprotokoll von 1649 berichtete bezüglich der Hebungen und Einkünfte in der Pfarre zu Lohmen von Differenzen zum Kloster Dobbertin. Während der Amtszeit von Pastor Rossow war von 1716 bis 1721 auch von Diebstahl, Schlägereien, Vergewaltigungen und Schwängerung der Untertanen in Lohmen zu hören. Pastor Rossow selbst klagte vor dem Klosteramtsgericht gegen das Kloster Dobbertin wegen „eingeklagter Pfändung“ und anderer Beschwerden. Mit der Witwe des Pastors Rossow hatte das Klosteramt noch 1726 heftige Auseinandersetzungen, denn deren Tochter hatte einen „verdächtigen Umgang“ mit dem Leutnant Helwig. Sein Nachfolger Pastor Zesch klagte 1725 ebenfalls gegen das Dobbertiner Klosteramt wegen des „Klingelbeutelgeldes“. 1775 kam es nach Pfarrbeschwerden über den Pfarracker zu Vergleichen zwischen der Pfarre Lohmen und dem Kloster Dobbertin. Doch Unglaubliches vollbrachte 1795 der Lohmener Pastor Nikolaus Friedrich Regendanz: Wegen Trunkenheit, Veruntreuung von Kirchengeldern und Vernachlässigung seiner Amtsgeschäfte wurde er dann entlassen. Neben Schuldenklagen der Gläubiger und Eingriffe in die Lohmer Pfarreinkünfte hatte ihn das Klosteramtsgericht 1795 auch noch verurteilt.
Um 1754 wurde das Pfarrhaus errichtet, das Prediger-Witwenhaus wurde 1784 gebaut. 1786 bat der Klosterhauptmann Kammerherr Hans Friedrich Christian von Krackewitz den Herzog Ulrich in Güstrow zur Erhaltung aller Patronatskirchen im Klosteramt, dass die reichen und vermögenden Kirchen wie Lohmen den armen und gänzlich unvermögenden Kirchen zu Hilfe kommen sollten. Da auch andere adlige Patrone mit ihren Kirchen ähnliche Anträge stellen könnten, lehnte der Herzog sofort ab.
Von 1838 an war Gustav Lierow als 25-jähriger Sohn des Pächters Hartwig Christoph Lierow aus dem Nachbardorf Spendin Pastor in Lohmen. Sein Eintritt in das Pfarramt vollzog sich unter schwierigen Umständen, da die dortigen Klosterbauern einen so jungen Sohn eines Klosterpächters nicht haben wollten. Doch als der dichtende Pastor sich eingelebt hatte, meinten die Lohmener: „Wat wie hebben, dat weiten wi, oewer wat wi kregen, dat weiten wie nich.“ So blieb Lierow 53 Jahre lang ihr Pastor und starb am 22. Februar 1891 als Kirchenrat in Lohmen. Sein Studienfreund aus Rostocker Studienzeiten, John Brinckman, war nach seiner Rückkehr aus Amerika ab 1842 öfters im Lohmener Pfarrhaus zu Gast. Nach ihren gemeinsamen schriftstellerischen Arbeit brachten sie 1843 das Mecklenburger Album heraus.
Das östlich der Dorfkirche gelegene Pfarrgehöft mit Predigerhaus und Backhaus sowie den zwei großen Scheunen brannten am 3. November 1874 abends völlig ab. Dabei wurden fast alle persönlichen Sachen von Lierow, wie Gedichte, Lieder und handschriftliche Dokumente zur Geschichte des Kirchenumbaus von 1870 bis 1874 mit der Beschreibung der Kirche vernichtet. Der Wiederaufbau auf dem Pfarrgehöft war mit dem Neubau des Viehhauses 1887 beendet. Die Klostervorsteher hatten den Neubau des Stallgebäudes ohne Genehmigung des Landtages noch 1887 zur Ausführung gebracht. Die wirklichen Baukosten aus der Klosterkasse betrugen 9234,70 Mark.
Am 26. August 1911 brannte die Pfarrscheune wieder ab und es bedurfte eines Ersatzbaues. Der Dobbertiner Klosterhauptmann Erblandmarschall Carl von Lützow berichtete am 11. November 1911 auf dem Landtag zu Sternberg, dass man beabsichtige, „die in Kleesten entbehrliche, sehr gut konservierte Scheune aus Eichenfachwerk mit Rohrdach dorthin zu versetzen“. Auf dem Landtag am 21. November 1913 konnte man in Sternberg berichten, den Abbruch der alten Scheune in Kleesten und den Wiederaufbau als Pfarrscheune in Lohmen haben die Handwerker des Dobbertiner Klosterbauhofes vollendet und es habe nur 13.190,71 Mark gekostet.
Die Geschichte des Dorfes Lohmen ist über siebenhundert Jahre eng mit der des Klosters Dobbertin verbunden gewesen.
Solange das Klosteramt Dobbertin bestand, war Lohmen ein Klosterdorf und gleichzeitig ein Bauerndorf.
Auf einer Anhöhe östlich des Lohmer Sees wurde 1850 der jetzige Friedhof angelegt. Hier befindet sich auch die gepflegte Grabstätte von Pastor Gustav Lierow.
Unbekannte Täter drangen 1993 gewaltsam in die Kirche ein und stahlen dort zwei 1868 von dem Generalmajor Hartwig von Elderhorst zu Schwerin gestiftete, 67 cm hohe silberne Kirchenleuchter von 1840. Hartwig von Elderhorst war am 30. September 1789 in Klein Upahl geboren und am 11. Oktober in der Kirche zu Lohmen getauft worden. Er machte alle Kriege von 1809 bis 1849, seit 1840 als Generalmajor mit. Am Fuß der Leuchter ist seine Lebensgeschichte eingraviert. Anfang 2001 von dem Lübecker Kunsthändler Peter Nitsche auf einer Auktion in Hamburg für 3400 Euro erworben, kaufte der Lohmener Pastor Karl-Heinz Schroeter diese Anfang 2002 für 1500 Euro ohne Beteiligung der Kirchengemeinde am Rückerwerb. Die Güstrower Polizei ermittelte neun Jahre.

## Baugeschichte
Die Kirche mag Mitte des 13. Jahrhunderts schon im Bau gewesen zu sein. Denn am 27. Oktober 1234 verlieh der Schweriner Bischof Brunward dem Benediktiner-Nonnenkloster Dobbertin neben der freien Wahl des Propstes und der Priorin auch das Archidiakonat über die Kirchen in Goldberg, Ruchow, Karcheez, Woserin und Lohmen.
Als rechteckiger Feldsteinbau, bestehend aus Chor, Schiff und Turm wurde die Kirche in mehreren Bauphasen errichtet. Der Chor, mit seiner geraden Ostwand und der nördlichen Sakristei, wurde als erster Bauteil in der zweiten Hälfte des 13. Jahrhunderts ausgeführt. Er wird auf 1285 datiert. Das rechteckige etwas höhere aus behauenen Feldsteinen und auch mit einem Satteldach versehene Kirchenschiff soll um 1300 entstanden sein. Die Bauphasen von 1825 bis zum Ende des 15. Jahrhunderts sind an den Architekturelementen der Gewölbe und Fenstergruppen deutlich ablesbar. Neben den Gewölbeproportionen zeugen die flach- bzw. rechteckig ausgebildeten Kreuzrippen im Chor und in der Sakristei von der ältesten Bauphase. Lohmen ist eine für Mecklenburg typische Feldsteinkirche mit klarer Staffelung der einzelnen Bauglieder.
Der quadratische eingezogene Westturm wurde erst zwischen 1450 und 1460 angebaut. Ehemals mit einem achtseitigen Turmhelm ausgestattet, wurde dieser nach einem Brand 1771 mit Backsteinen um ein Geschoss erhöht und mit einem Pyramidendach versehen. Die Wetterfahne zeigt die Jahreszahl 1771. Die Turmspitze mit ihrer Bekrönung wurde 1997 restauriert. Nach dem Dreißigjährigen Krieg muss es um 1655 schon eine Restauration gegeben haben. In den Fenstern der Sakristei befanden sich kleine Rundbildchen mit Wappen und Unterschriften, so auch von Churdt von Behr auf Greese, der von 1653 bis 1659 Klosterhauptmann des Klosters Dobbertin war. Seine Grabplatte von 1660 steht heute an Westseite des Klosterhauptmannhauses im Kloster Dobbertin.
Erst ab 1870 wurde wieder, nun sehr ausführlich, vom Kirchenumbau und der erfolgten Restaurationen berichtet. Die Kirche sei zwar noch nicht baufällig, habe schöne Gewölbe, aber sei im Innern sehr verfallen. Schon aus diesem Grunde glaubten die Herren Klostervorsteher einer Restauration einer dem Kloster angehörender Kirche. Auf dem Landtag zu Malchin baten am 22. November 1870 der Dobbertiner Klosterhauptmann Graf von Bernstorff mit seinen beiden Provisoren Landrat Josias von Plüskow und Obrist Leutnant Heinrich von Bülow die Committen um Zustimmung zum „Kirchendurchbau“, der inneren Restaurierung der Patronatskirche zu Lohmen. Dazu hatten sie von einem Architekten Peters Zeichnungen anfertigen lassen, die sehr geschmackvoll ausgeführt waren, doch „zu modern erschienen.“
Mit der Durchführung der inneren Restauration wurde durch die Klostervorsteher Anfang 1872 erstmals kein Mecklenburger, sondern der aus Zwickau stammende Architekt Gotthilf Ludwig Möckel beauftragt. Was bisher kaum bekannt war, es war wohl Möckels erster Auftrag in Mecklenburg. Als man unter der Kalktünche auf dem Putz der Wände und Gewölbe alte Malereien entdeckte, zog man als Sachkundigen den Geheimen Archivrat und Konservator der Kunstdenkmäler Dr. Friedrich Lisch aus Schwerin zu Rate, denn er hatte schon von 1854 bis 1857 bei der inneren Restauration der Klosterkirche in Dobbertin mitgewirkt. Vom Sommer 1872 bis Ende 1873 war er mehrfach in Lohmen und wohnte in dem damals noch nicht abgebrannten Pfarrhaus. Am 22. August 1872 schrieb Lierow an Lisch: „Hochverehrter Herr Geheimer Archivrath! Jetzt sind die Wände in hiesiger Kirche und Gewölbe soweit von der Tünche befreit, dass Sie mit Anfang nächster Woche die Besichtigung vornehmen können. Es wird mir zur besonderen Freude gereichen, Sie in meinem Hause aufzunehmen, und bitte ich ganz gehorsamst mir melden zu wollen wann ich Sie erwarten dürfe. Mit aufrichtigster Hochachtung und Freundschaft Ihr ganz gehorsamster GW Lierow Pastor.“
Lisch schrieb am 6. September 1872 an Graf von Bernstorff, dass er der Einladung von Pastor Lierow nach Lohmen gefolgt sei und sich in der dortigen Kirche die Entdeckungen der alten Wandmalereien angesehen habe. Er war überrascht, was unter der jungen Kalktünche bisher zum Vorschein kam. Weiter war zu lesen: „Die Restauration wird freilich sehr schwierig sein und eines kenntnisreichen, erfahrenen und kenntnisgebildeten Künstlers bedürfen, deshalb auch wohl sehr kostspielig sein, aber ein glücklicher Erfolg für die Geschichte des Landes werden.“
Und am 20. September 1872 schrieb Lisch an Graf von Bernstorff: „… aber der große Geist, der in diesem Bilderschmuck lebt, wird seine Wirkung nicht verfehlen. Mich freut die Restauration umso mehr, als sie die erste in Mecklenburg, und wenn ich nicht irre, im nordöstlichen Deutschland ist …“
Am 29. Oktober 1872 schrieb Graf von Bernstorff an Lisch: „Darf ich Ihnen den gehorsamsten Vorschlag machen und Ihrer sachkundigen Feder, aber unter Hinweglassung aller persönlichen Verhältnisse eine Korrespondenz etwa zu den ‚Nachrichten aus Mecklenburg‘ in die Mecklenburgischen Anzeigen zu liefern. Hochachtungsvoll zu gehorsamst Bernstorff.“
Mit der Wiederherstellung der Malereien wurde der von Möckel vorgeschlagene, in Dresden tätige Historienmaler Karl Christian Andreae betraut.

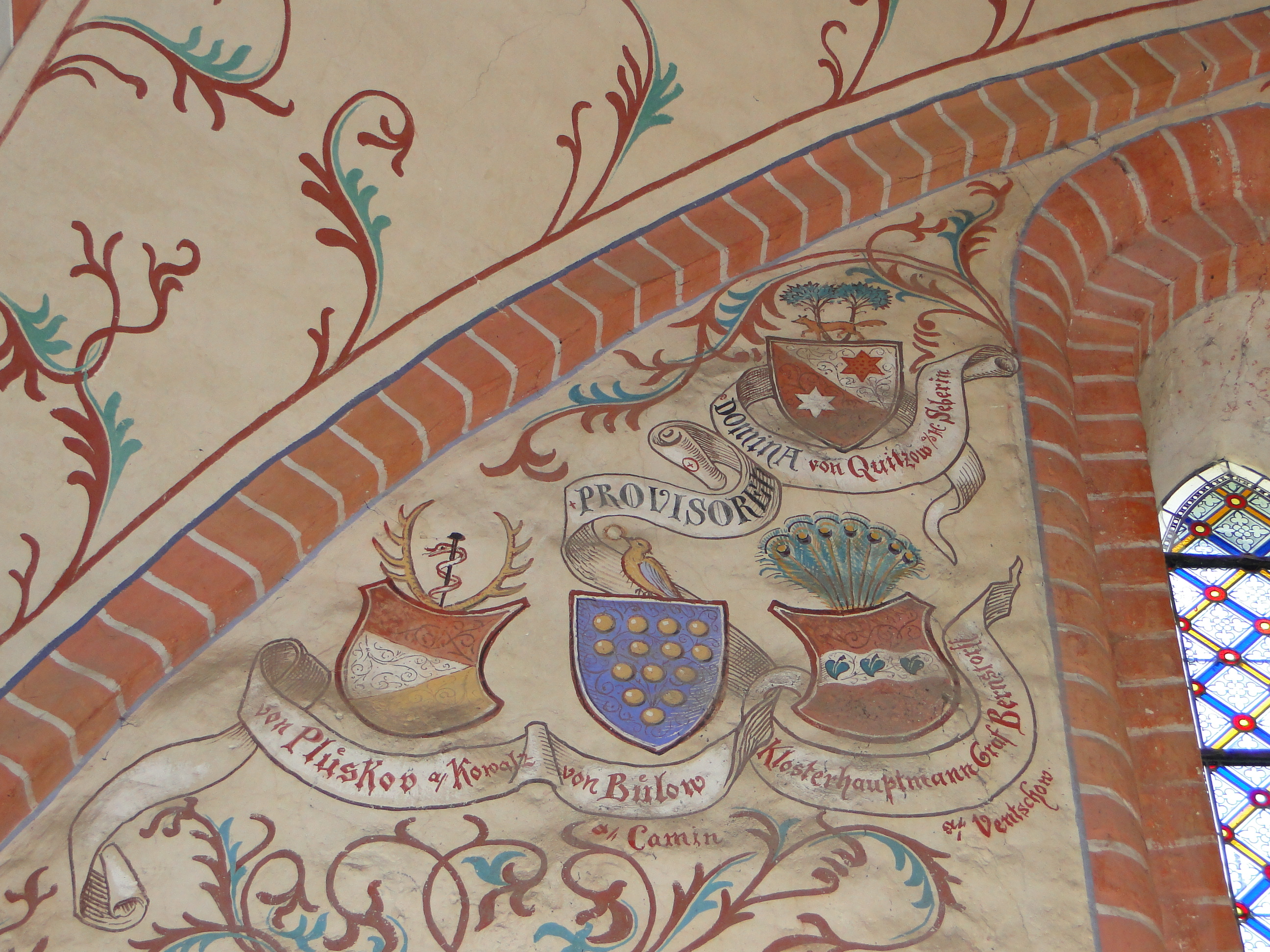
Wappen der Klostervorsteher an der Nordseite im Chor der Kirche (2011)

 Im Landtagsprotokoll vom 13. November 1872 ist zu lesen: „Die Revisions-Committe glaubt aus den von den Herren Klostervorstehern entwickelten Gründen und mit Rücksicht auf das Interesse, welches noch kürzlich die Allerhöchsten Herrschaften Großherzog Friedrich Franz II. bei Ihrem Besuch des Klosters Dobbertin der Kirche zu Lohmen und insbesondere der Restauration der darin enthaltenen Malereien gewidmet haben, den Antrag der Herren Klostervorsteher, wie er vorstehend näher präzisiert ist, zur Genehmigung empfehlen zu können.“
Doch Karl Andreae hatte schon im Frühjahr 1872 mit den Restaurierungsarbeiten in der Lohmener Kirche begonnen. Denn in einem Brief vom 8. August 1872 an den Klosterhauptmann Joachim Graf von Bernstorff ist zu lesen: „Verehrter Herr Graf, Sie sind so gütig gewesen, uns ihr Haus zum Domizil zu geben. Pastor Lierow bat mich bei meiner Rückkehr bei ihm Wohnung zu nehmen, sein Hausvater ermöglicht von nun an meine Bewirtung. Ich sende Ihnen 2 Blatt Vorlagen, unter anderem eine Altarwandzeichnung …“ Zwischen Carl Andreae und der Familie des Grafen von Bernstorff müssen schon Kontakte bestanden haben; denn am 22. Februar 1873 schrieb Andreae aus Dresden an den Grafen: „Heute Morgen wurde mir ganz unerwartet Freude zu Teil Ihren Herrn Vater zu begrüßen … ich freute mich seines guten Aussehens und aller guten Gartower Nachrichten, morgen Mittag nach dem Gottesdienste reist er weiter …“
In seinem Brief vom 13. Juli 1873 aus Lohmen an Graf Bernstorff in Dobbertin schrieb er: „Sehr geehrter Herr Graf. Als ich gestern begann an den Bildern des Chores, glaubte ich anfangs durchaus nichts Gescheites zu finden. Häßliche ja wäßrige Putze kamen zum Vorschein und es wurde mir sehr schwer zu Mute. Je mehr ich aber vorankam, je mehr Glauben bekam ich an meine Aufgabe, daß auch dieses letzte Stück sei, ja ich glaube, daß der Chor ordentlich durchgearbeitet den besten Eindruck machen wird …“
Das heute erlebbare Erscheinungsbild des Innenraums ist geprägt durch die Überformung des Kircheninnenraumes von 1872/73 durch den Dresdner Architekten Ludwig Möckel. Es war vermutlich sein erster Auftrag in Mecklenburg.
Am 14. Juni 1874 erfolgte im Beisein des Klosterhauptmanns Graf von Bernstorff, seiner beiden Provisoren Landrat von Plüskow und Obrist Leutnant von Bülow sowie der nun schon 95-jährigen Frau Domina Hedwig von Quitzow die Wiedereinweihung der Kirche zu Lohmen durch den Güstrower Superintendenten Polstorff und Pastor Gustav Lierow. Die Wappen von der Frau Domina von Quitzow, den Herren Provisoren von Plüskow und von Bülow sowie vom Klosterhauptmann von Bernstorff befinden sich auf der Nordwand im Chor neben dem oberen westlichen Fenster. Mittig im nördlichen Chorbogen ist unter einem Bischofskopf das Klostersiegel von Dobbertin, Ende des 14. Jahrhunderts, zu sehen.
Anfang Mai 2020 wurde mit der äußeren Kirchensanierung am Dach mit der Dachkonstruktion begonnen. Der Dachstuhl wurde zimmermannsmäßig ausgebessert und die Dachdeckung im Sommer 2020 erneuert. Die Deutsche Stiftung Denkmalschutz unterstützt die aufwendigen Bauarbeiten.

## Baubeschreibung

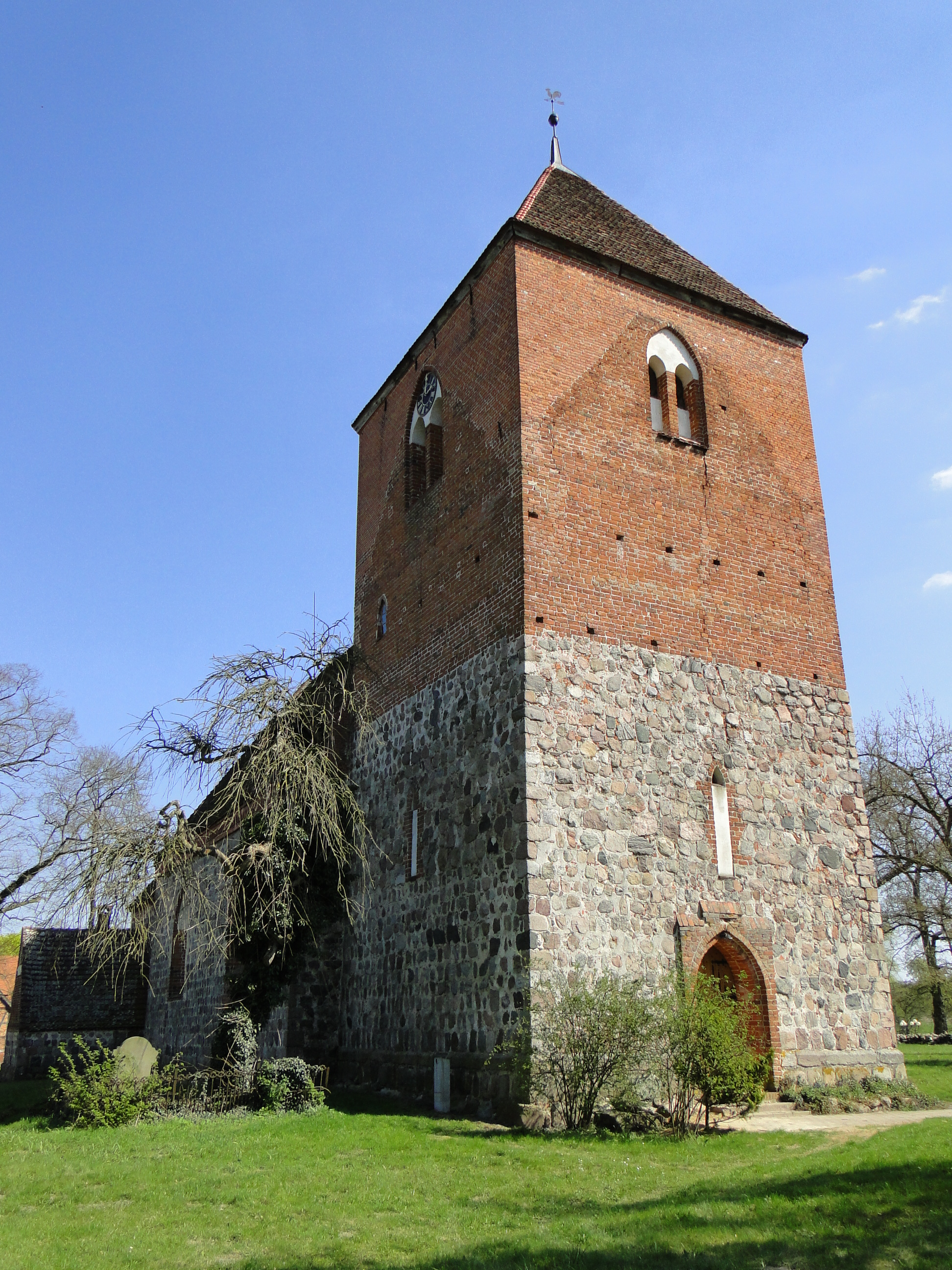
Kirchturm (2011)

### Äußeres
Der Feldsteinbau von 40 Meter Länge und 13 Meter Breite bildet den Mittelpunkt des Dorfes.
Der Westturm war bis zum Brand von 1771 mit einem achtseitigen Turmhelm versehen, der auch als Bischofsmütze bezeichnet wird. Das anschließend hinzugefügte Turmobergeschoss aus Backsteinen erhielt ein einfaches Pyramidendach. Die vier Spitzbogenfenster im Obergeschoss sind mit Schallluken ausgestattet, hinter denen sich ein dreistimmiges Geläut aus Gussstahl befindet.
An der Nord- und Südseite befindet sich jeweils über den Fenstern ein Zifferblatt der Kirchturmuhr. Ebenfalls auf der Nord- und Südseite, aber im unteren Teil des Turmes, sind mittig in den Feldsteinen schmale langgezogene Öffnungen, deren Nutzung als Schießscharten aber eher unwahrscheinlich ist. Auf der Westseite befindet sich ein leicht vortretendes Spitzbogenportal als Haupteingang in die Kirche. Im unteren Bereich des Turmes sind im Laufe der Jahrhunderte deutlich sichtbare Längsrisse entstanden, die jedoch die Statik nicht gefährden.
Das Langhaus ist zwei Joche lang und hat unter jedem Gewölbe ein tief eingeschnittenes dreiteiliges Spitzbogenfenster mit schrägen Laibungen im Kircheninnern. Unter dem westlichen Fenster der Südfassade befindet sich die zugesetzte spitzbogige Priesterpforte. Die Satteldächer von Langhaus und Chor sind mit Biberschwanzdachziegeln eingedeckt.
An dem sich anfügenden eingezogenen quadratischen Chor befindet sich auf der Nordseite die Sakristei mit einem Blendengiebel und auf der Südseite die Vorhalle. Durch die Sakristei hat die Nordwand nur ein Fenster, die Südwand zwei Fenster, alle mit einer schrägen inneren Laibung.
Der Ostgiebel wurde bis zum Giebeldreieck als Blenden- und Schaugiebel in behauenen Feldsteinen ausgeführt. Das Blendenkreuz füllt hier mit seinen kurzen Querarmen den oberen Giebelzwickel aus. Im unteren Giebelbereich erfolgte die Fenstergestaltung in der damals üblichen schlanken Dreiergruppe mit Rundbögen. Alle Portale und Fenster sowie die Giebel wurden mit Backsteinen ausgeführt.

### Inneres

#### Überblick

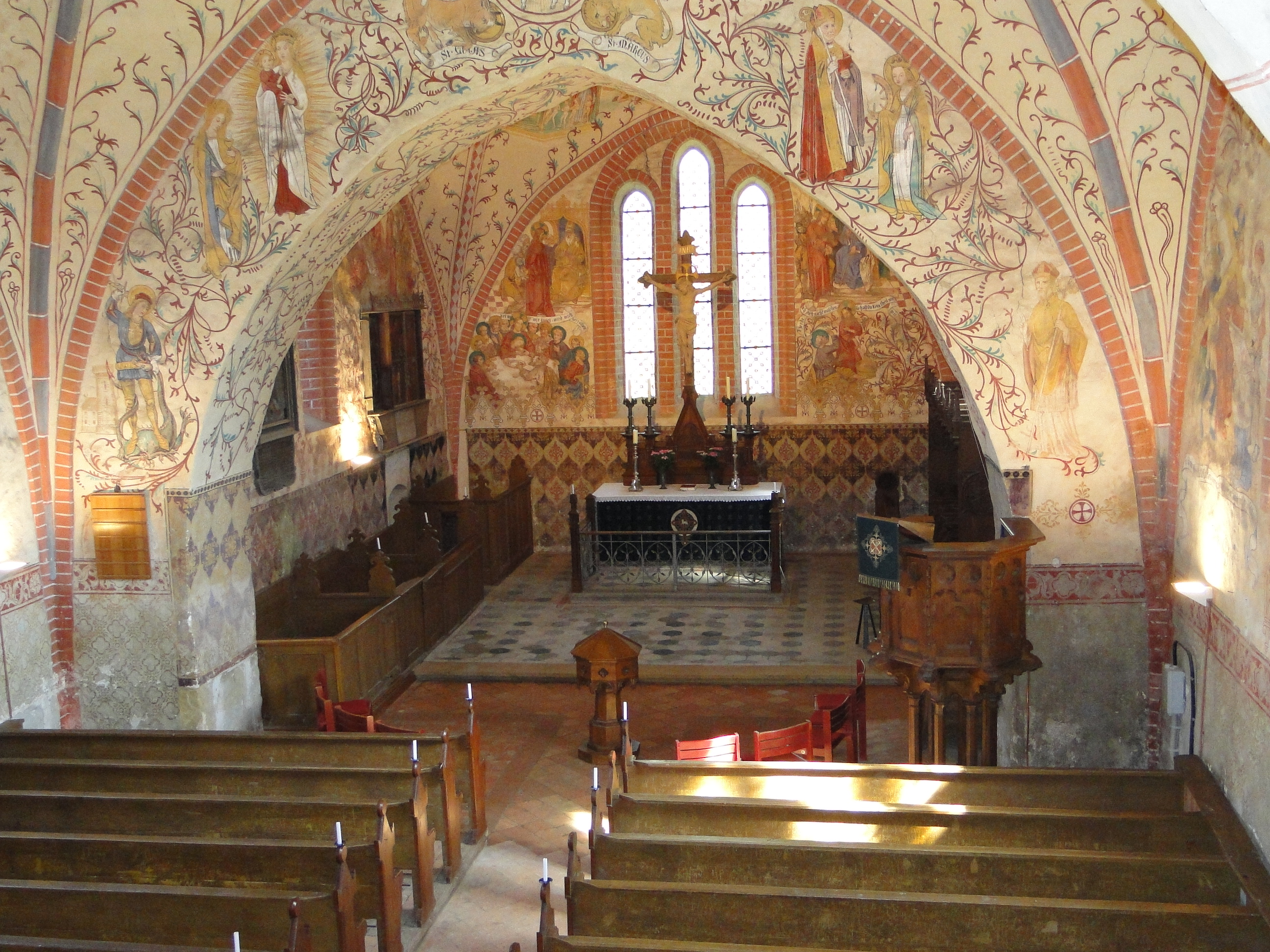
Blick zum Chor (2011)

Hochaufsteigende Kreuzrippengewölbe mit Birnstäben schließen den Innenraum, im Chor und in der Sakristei dagegen ansteigend mit Bandrippen.
Ein breiter, spitzbogiger Gurtbogen, auch Triumphbogen genannt, trennt das zweijochige Langhaus vom Chor.
Das Innere der Kirche wurde mit festem grauen Kalk ausgeputzt, wie es in mecklenburgischen Feldsteinkirchen damals üblich war. Ende des 17. Jahrhunderts gab es in der Kirche eine nummerierte Stuhlordnung für die Familien nach Ortschaften und deren Honoratioren sowie getrennt nach Männern und Frauen.
Selten besitzt eine mecklenburgische Dorfkirche so viele, wohl vom Anfang des 15. Jahrhunderts stammende, Wand- und Gewölbemalereien wie die in Lohmen. Die wurden jedoch anlässlich der Restauration 1872/1873 vom Historienmaler Karl Christian Andreae aus Dresden erneuert. Danach erhielten 1873 alle Fenster neues englisches Glas. Die farblichen Ornamentgläser in den Chorfenstern lieferte der Leipziger Glasmaler Schulz.
Der Altaraufsatz, die Kanzel und Taufe, die Orgelempore mit dem Orgelprospekt sowie das Gestühl wurden, teils aus Eichenholz, nach Entwürfen des Architekten Möckel bis 1874 neu angefertigt. An der Südwand im Chor sind acht gotische Chorstühle erhalten. Auf der Nordseite ist an einer Bankwange eine geschnitzte Inschrift vom Garder Müller Hans Hasse von 1616 vorhanden. Auch der Dorfschulze Claus Roloff und der Upahler Schulze Hinrich Han hatten dort ihre beschrifteten Sitzplätze. Über der Tür zur Sakristei befindet sich ein unleserlicher Schriftzug, im Sakristei ein ursprünglicher Kamin. Zwischen den Jahren lagert hier auch die Erntekrone des verflossenen Jahres.
An der Nordwand des Langhauses hängt ein im 15. Jahrhundert geschaffenes hölzernes Triumphkreuz. Der Korpus trägt die mittelalterliche Bemalung und die geflügelten Evangelistensymbole füllen die Balkenenden.

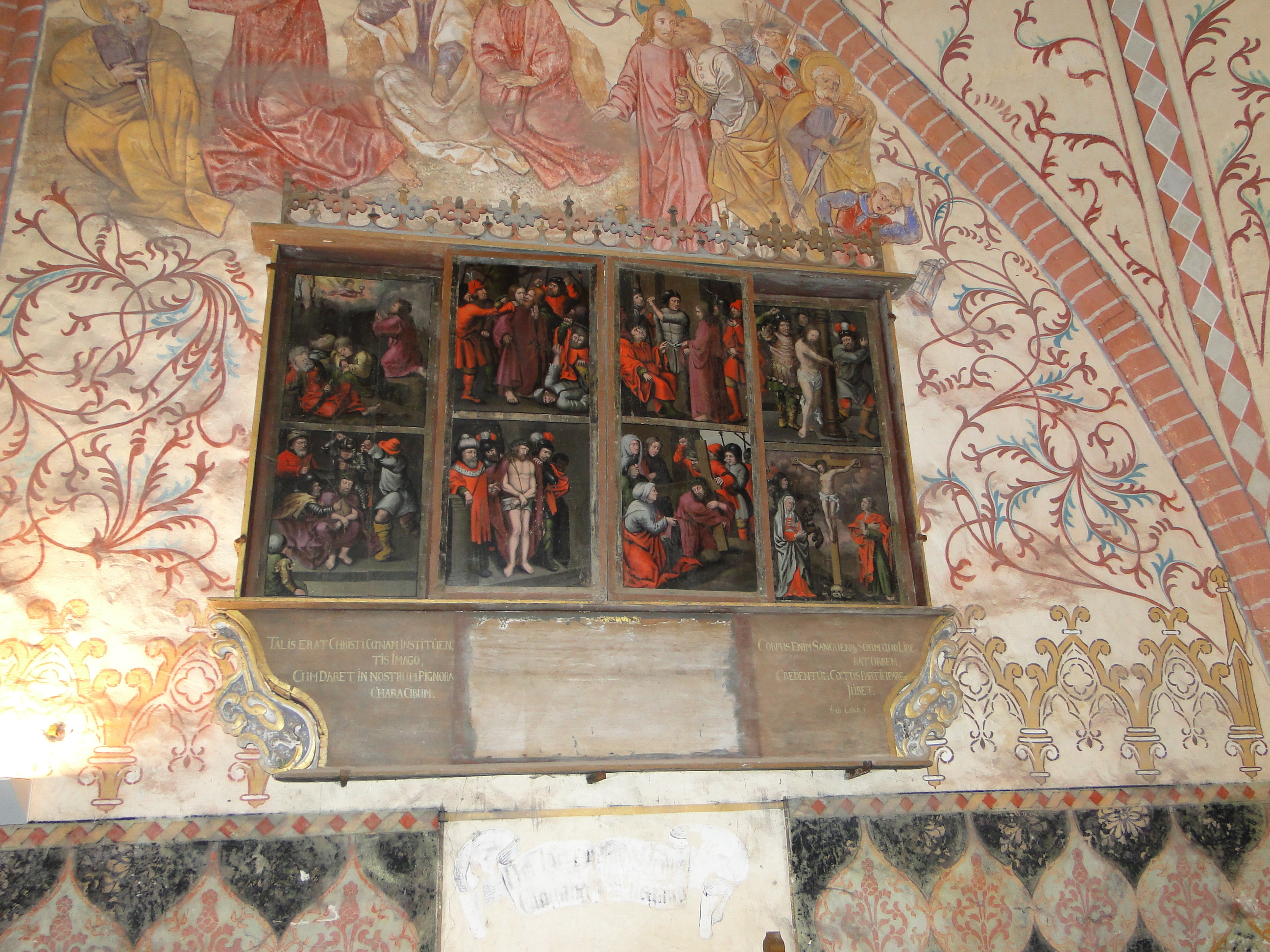
Mittelalterlicher Flügelaltar im geschlossenen Zustand mit acht 1684 gemalten Szenen aus der Passionsgeschichte (2011)

#### Altar und Kanzel
Der alte Altar war ein Flügelaltar aus dem 15. Jahrhundert. Der Historienmaler Karl Christian Andreae beschrieb ihn als verstümmelten, verzopften Altarschrein, deren Skulpturen vergoldet und die Türen zopfig bemalt waren. Im Zuge der Kirchenrestauration 1873 wurde der Altar an der nördlichen Seitenwand im Chor als „Antiquität“ aufgestellt und in die neugotische Bemalung integriert. Die Mitteltafel enthält geschnitzte Figuren, neben der gekrönten Jungfrau Maria mit dem Christuskind sind vier Heilige, Johannes der Täufer und Katharina sowie ein Bischof (Erasmus) und Maria Magdalena zu sehen.
Die 1684 übermalten Flügel zeigen insgesamt zwölf Gemälde aus dem Leben und der Passion Jesu, vier auf der Innenseite mit geöffneten Flügeln und acht bei geschlossenen Flügeln.
Die Inschriften in der Predella beidseitig der heute fehlenden Abendmahleinsetzung lautet: TALIS ERAT CHRISTI COENAM INSTITUENTIS IMAGO CUM DARET IN NOSTRUM PIGNORA CHARA CIBUM / CORPUS ENIM SANGUINEMQUE SUUM, QUO LIBERAT ORBEM CREDENTUM COETUS PARTICIPARE JUBET. (= So war die Einsetzung des Abendmahls Christi ein Bild, dass er uns zum lieben Pfand Speise gibt, nämlich seinen Leib und Blut, wodurch er die Welt erlöst und einlädt, an der Gemeinschaft der Gläubigen teilzunehmen.) Unter dem Text auf der rechten Seite steht ANDR • CELICH • F. (fecit). Entweder verweisen diese Worte darauf, dass das verlorene Bild und die Aufschrift auf Anregung von Andreas Celichius, der 1582 Hofprediger und Superintendent zu Güstrow bei Herzog Ulrich war, geschaffen wurden, oder auf einen Maler gleichen Namens.
Der neue Altar, ohne hohe Rückenwand, wurde mit Leuchtern und Kruzifixschmuck aufgestellt. Die ersten Detailzeichnungen dazu lieferte der Architekt Gotthilf Ludwig Möckel dem Klosterhauptmann Graf von Bernstorff am 22. Februar 1873. Die Kalkulationen waren dem Kloster jedoch zu teuer, deshalb schlug Möckel am 5. Mai 1873 vor, anstelle des über 1,40 Meter hohen Christus aus Eichenholz doch einen leichteren aus Metall von der Mayerschen Kunst-Anstalt in München zu beziehen. Der Historienmaler Andreae würde ihn danach farblich angleichen. Damit konnten sich die Klostervorsteher nicht anfreunden, das Kruzifix wurde Ende 1873 durch einen Mecklenburger, den Güstrower Bildhauer Adolph Siegfried, aus Eichenholz geschnitzt.
Seitlich hinter dem Altar steht das Taufbecken.

#### Orgel

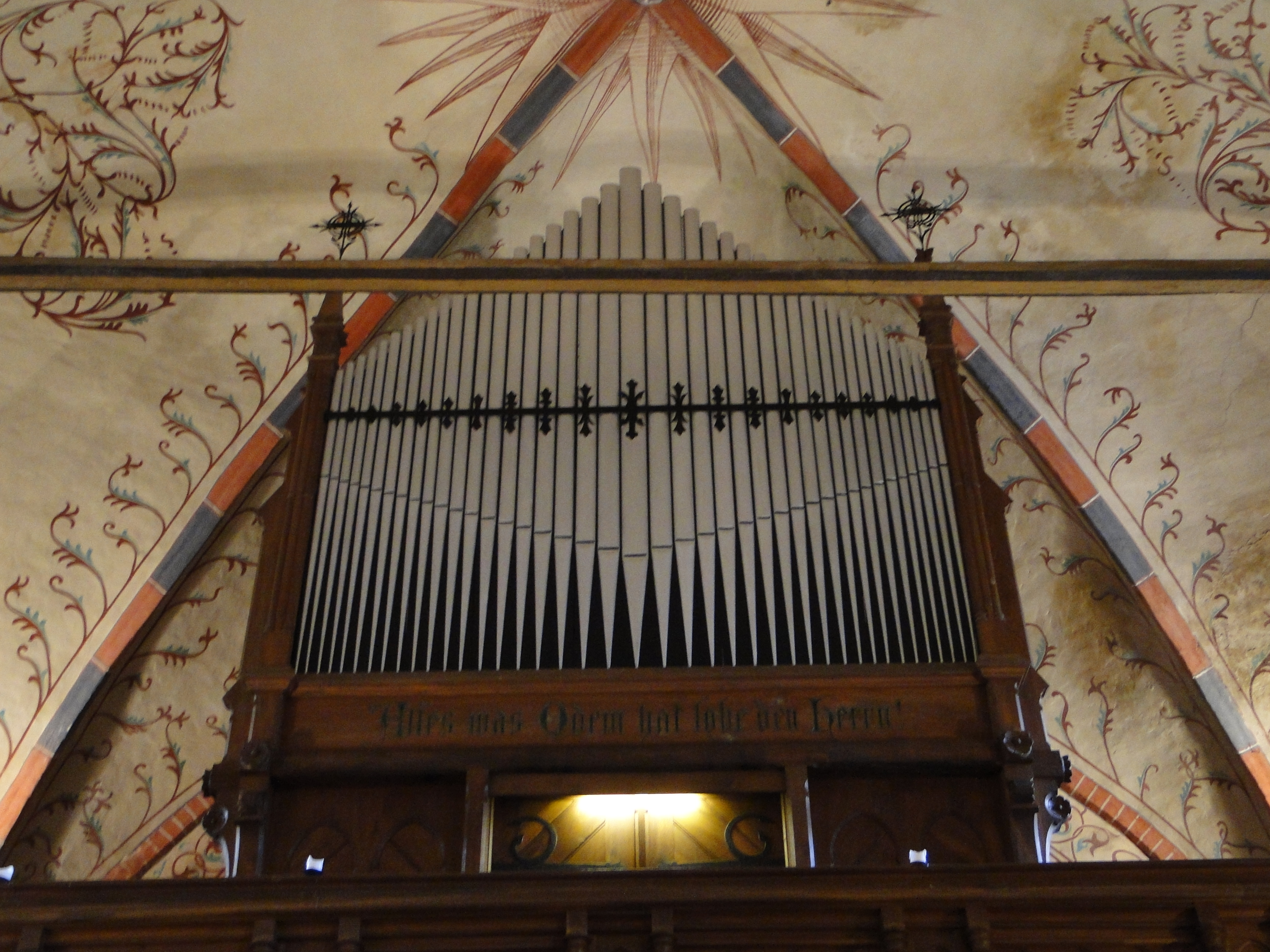
Orgel (2012)

Der Landtag zu Malchin genehmigte am 22. November 1870 mit dem Beginn des „Durchbau[s] der Kirche zu Lohmen“, der inneren Restauration, auch die Anschaffung einer Orgel, aber „unter angemessener Beteiligung der Gemeinde“. Der aus Zwickau stammende Architekt Gotthilf Ludwig Möckel brachte am 14. Oktober 1872 einen Kostenanschlag für eine neue Kirchenorgel mit 17 klingenden Stimmen vom Werdauer Orgelbaumeister Johann Gotthilf Bärmig mit. Doch erst 1880 sollte die „alte, schlechte und abgängige Orgel“ in der nun „schönen“ Kirche durch ein neues Orgelwerk ersetzt werden. Dazu wurde dem Landtag zu Malchin am 17. November 1880 ein neuer Kostenanschlag vom Orgelbaumeister Lütkemüller vorgelegt, der schon mehrere Orgeln in den Kirchen der Klosterdörfer gebaut hatte. Eine Empore mit Zugang durch den Turm gab es schon vor 1690.
Der Wittstocker Orgelbauer Friedrich Hermann Lütkemüller fertigte 1881 die Orgel (I/P/12). Sie ist eine der wenigen technisch wie optisch vom Stil abweichende Lütkemüller-Orgel. Das Orgelgehäuse stellte Möckel während der inneren Kirchenrestauration 1870 bis 1874 her. Lütkemüller sich hatte schon am 5. März 1873 zum Orgelbau an die Klostervorsteher gewandt, doch vorher war noch die Brüstungsorgel in der Dorfkirche zu Ruest zu fertigen.
Er musste dann das einige Jahre leer stehende Gehäuse nutzen und war daher zur zentralen Anlage des Spieltisches gezwungen. Der Orgelprospekt ist jedoch nur eine Attrappe.
Christian Börger aus Gehlsdorf erneuerte 1909 die Manualklaviatur; 1994 erfolgte durch Dirk Steinecke aus Verl eine Restaurierung der Orgel.

#### Wand- und Gewölbemalereien

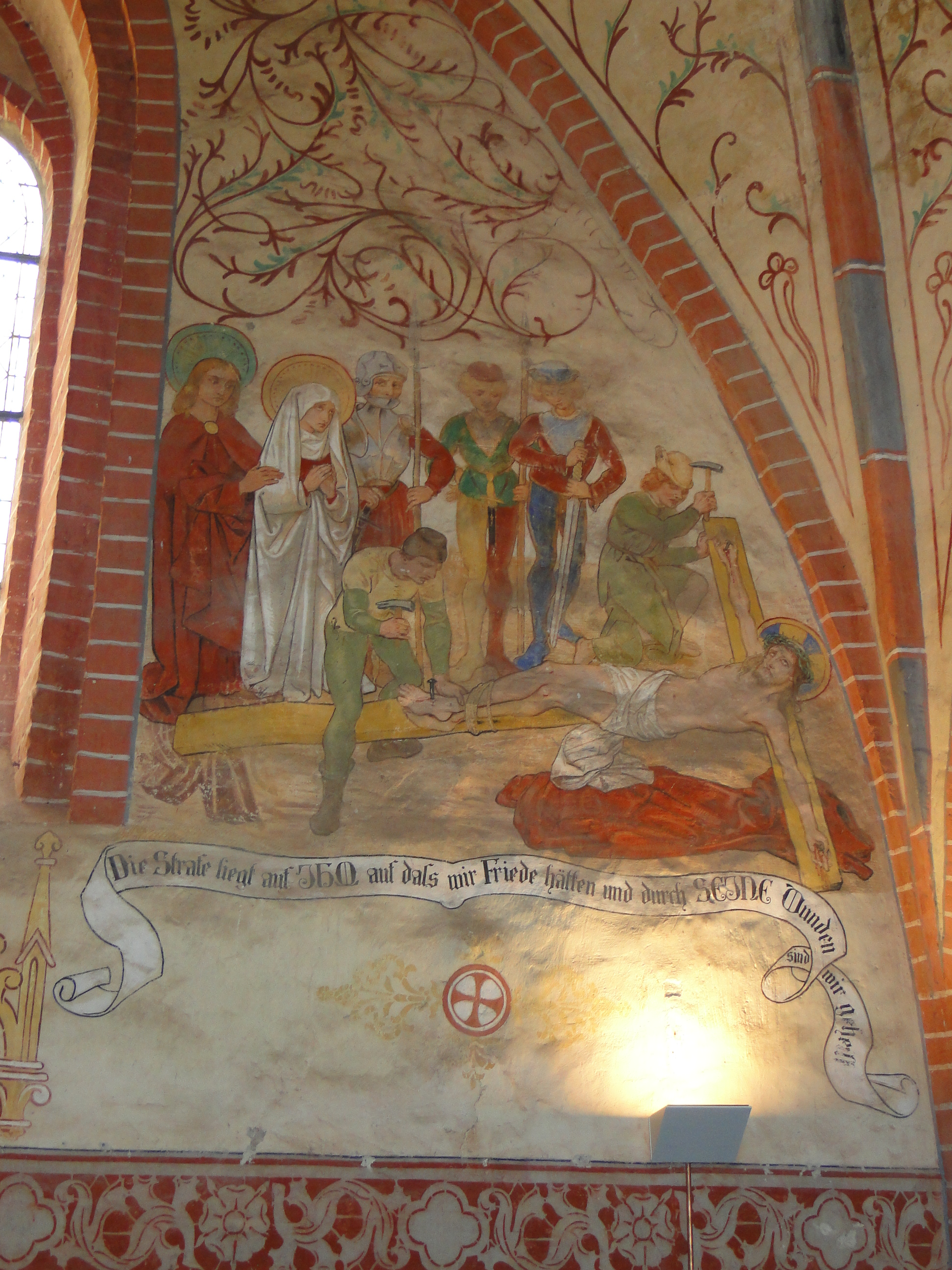
Kreuzigung, Langhaus Südwand vom Chor (2011)

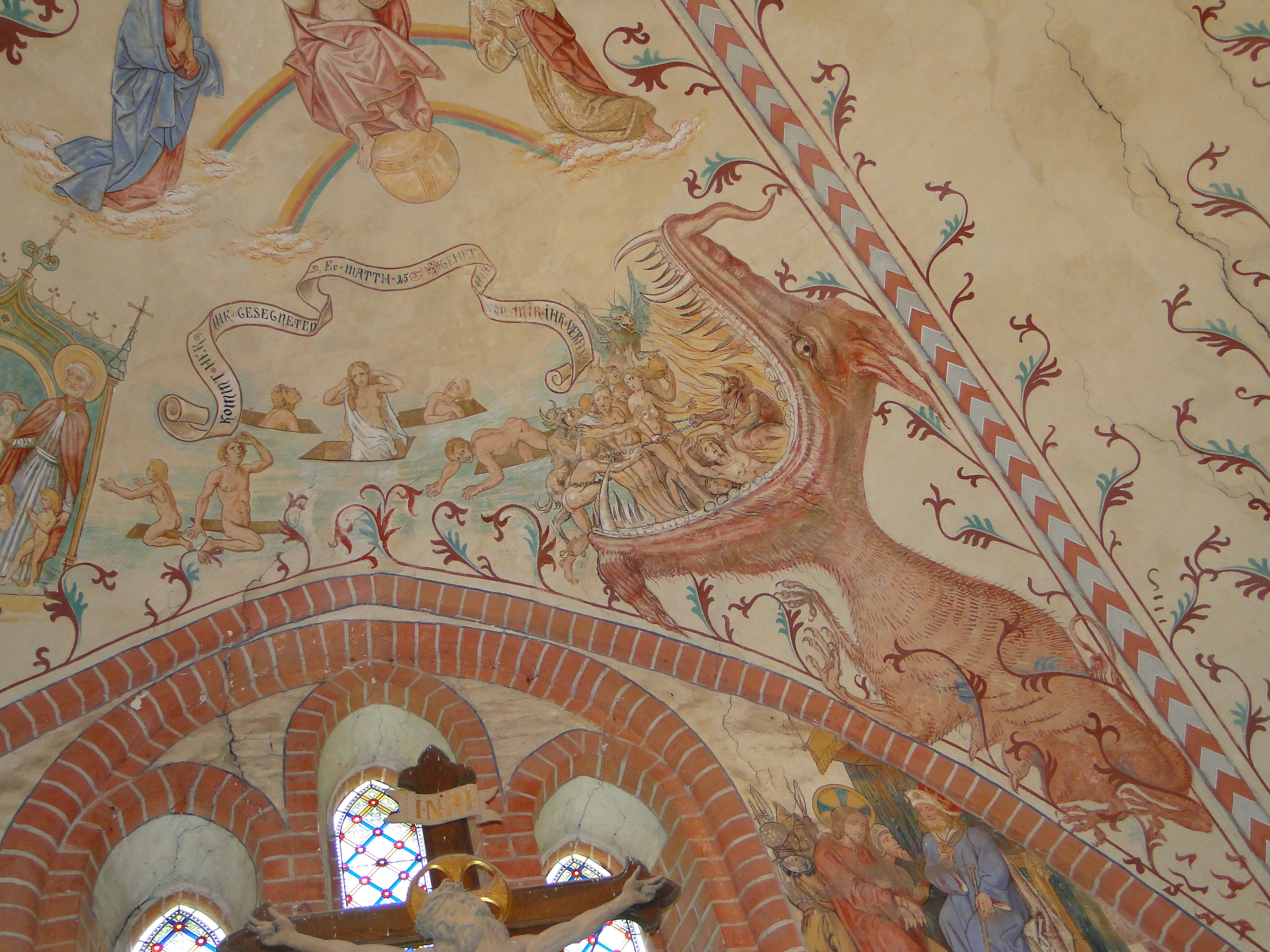
Höllenrachen, östliche Gewölbekappe im Chor (2011)

Das Innere der Kirche ist mit grauem Kalk geputzt, mehrfach ausgeweißt und mit Kalk übertüncht worden. Doch beim Eintritt in die Kirche fallen besonders die vielen Malereien an den Wänden auf. Um 1450 soll die gesamte Kirche, auch die Gewölbe, Bögen und Rippen, durch Malereien verziert gewesen sein, von denen noch viele Überreste vorhanden waren.
In Würdigung dieser zahlreichen und seltenen Malereien, die in einer der wenigen mecklenburgischen Dorfkirchen noch erhalten sind, beschlossen die Klostervorsteher 1872, diese konservieren und restaurieren zu lassen. Der Historienmaler Karl Christian Andreae aus Dresden führte die Arbeiten aus, wobei er fehlende Stellen nach seinen Anschauungen ergänzte. „Ich restaurierte im selben Material des Vorgefundenen, auf dem trockenen, schon durch Farbe gedeckten Putz mit Kalkfarben. Die ältere Bemalung scheint mir die sorgfältigere Technik des al fresco auf dem nassen Mörtel gewesen zu sein.“ Doch Lisch hält die Malereien für noch älter, auch die 111 von Andreae restaurierten Figuren zweifelt Lisch an, denn viele waren ja neue Zutaten. Aus ihrem Disput ist erkennbar, dass es schon bei der Anschauung der Passionsbilder im Chor zu verschiedenen Richtungen kam, da die von Andreae neu geschaffenen Bilder auf ihn von Einfluss gewesen sein mögen. Lisch teilte dem Grafen von Bernstorff weiter mit: „Herr Andreae hat an mich geschrieben und sich mit unseren Ansichten der Restauration ganz einverstanden erklärt. Er will mit strenger Enthaltsamkeit und Erkenntnis die Ausbesserungen vornehmen. Ich halte das für richtig, wenn auch schwierig. Lieber muss man Garnichts tun, als verbessern, übermalen und modernisieren.“
Da auf dem Landtag im November 1872 in Malchin über die Genehmigung der Kosten für die weitere Restaurierung im Kircheninnern entschieden werden soll, bat der Klosterhauptmann von Bernstorff den Geheimen Archivrat Lisch in Schwerin unter Hinweglassung aller persönlichen Verhältnisse aus seiner sachkundigen Feder etwas zu den Malereien in der Lohmener Kirche in den Nachrichten aus Mecklenburg im Mecklenburgischen Anzeiger zu liefern. Er bemerkte dazu noch: so würde es uns nicht unerwünscht sein vorher das allgemeine Interesse dafür angeregt zu sehen.
Zu den Ausmalungen des Chors: Die Gewölbekappen wurden mit figürlichen Darstellungen und romanisierenden Arabesken bemalt, die wahrscheinlich schon aus der Zeit des Baues stammen.
In der östlichen Gewölbekappe über dem Altar ist Christus im roten Mantel als Weltenrichter auf doppeltem Regenbogen mit der Jungfrau Maria und Johannes dem Täufer zu sehen, unter Maria die Himmelstür mit Petrus und unbekleideten Seligen, rechts der Höllenrachen mit unseligen, vom Teufel in den Schlund gezogener Figuren. Die Gewölbe des Kirchenschiffes und die Wölbung des Triumphbogens sind nur mit Arabesken bemalt. Auf den Wänden ist die Passionsgeschichte Christi in geschichtlicher Reihenfolge und fast lebensgroßen Gruppen dargestellt.
Dank der sehr umfangreichen Untersuchung des Restaurators Bastian Hacker konnten 2020 vertiefende Erkenntnisse zur überkommen und Befundsituation und technologischen Phänomenen gewonnen werden. Neben der detaillierten Analyse und Dokumentation von Schäden und deren Ursachen wurde ein Konservierung- und Restaurierungskonzept erarbeitet. In einer Musterachse konnten erste konservatorisch-restauratorische Zielsetzungen angewendet und formuliert werden. Dank dieser Konzeption wurden zwischenzeitlich Mittel zur Konservierung und Restaurierung bei Bund und Land beantragt.

#### Glocken
Im Turm hängen drei Bochumer Stahlgussglocken von 1884 ohne Inschrift und Zeichen. Nach dem Kircheninventar von 1811 hingen in der Glockenstube drei ältere Glocken, eine von 1402, die zweite von 1432 und die dritte, 1696 von Ernst Siebenbaum gegossen. Damals war Bernhard Lukow Pastor. Der Umguss der Kirchenglocken erfolgte in den Jahren 1871 bis 1883. Die Treppen im Kirchturm wurden 1885 erneuert.

#### Turmuhr
Im Turmraum führen 70 Stufen zur Uhrwerkstube. Schon vor 1855 hatte die Kirche eine Uhr und der Schall der Uhrglocke war auch in den Nachbarorten hörbar. Doch seit Jahren war die Kirchturmuhr unbrauchbar und nicht mehr zu reparieren. Der Hofuhrnmacher Friedrich Dreyer aus Schwerin forderte für die Lieferung einer neuen Uhr mit einem zweiten Zifferblatt 1175 Mark. Auf dem Landtag am 11. November 1855 in Sternberg bat der Klosterhauptmann Otto Julius Freiherr von Maltzan um einen Zuschuss von 550 Mark aus der Klosterkasse als Rest für das Geld aus dem Klingelbeutel. Die Kirchturmuhr mit Schlagwerk und beiden Ziffernblättern konnte aber erst 1886 eingebaut und geht heute noch.

#### Grabplatten
In der mit einem Kreuzrippengewölbe ausgestalteten Sakristei liegen auf dem Fußboden nebeneinander drei Grabplatten, die vor 1872 ihren Platz noch im Chor der Kirche hatten. Es sind die von
- Pastor Vincentius Lucow mit der Inschrift: DN:VINCENTIVS LVCOW P. L. HIC QUIESCIT 1679 (= Herr Vincentius Lucow, Pastor Loci (Ortspastor) ruht hier).
- dem Gardener Müller und Lohmer Kirchenjurat Hans Hasse mit der Inschrift: ANNO MD CVIIII HIER LICHT HANS HASE BRGRAVEN, SINE SELE IS HOC EHRHAVEN, DITT GRAFF HEFT HE ERWORFEN
- Anna Bersowen mit der Inschrift: ANNO MDCXIII HIR LICHT ANNA BARSOWEN BEGRAVEN.[52]

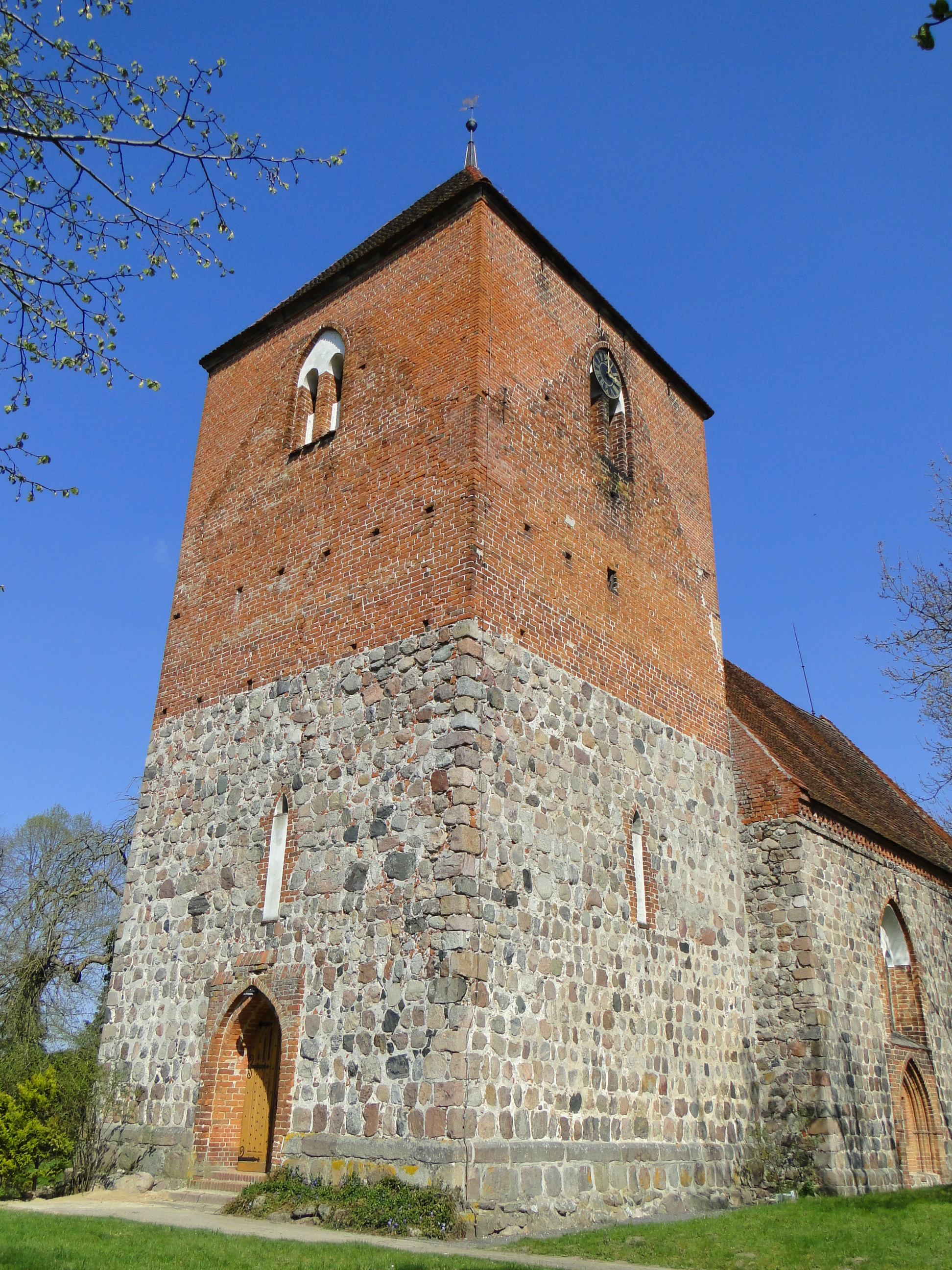
Erneuerter Westturm (2011)
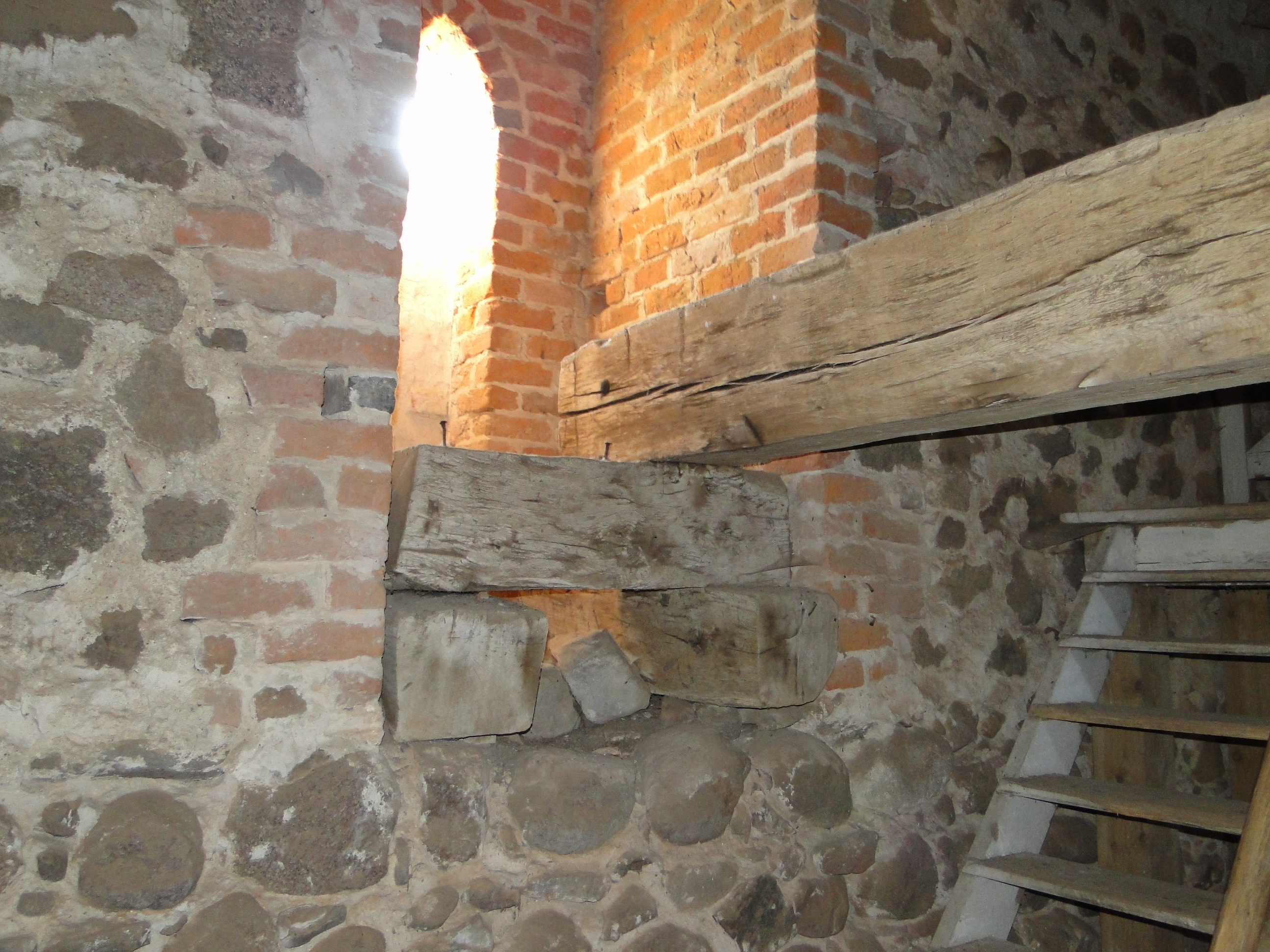
Im Turm (2011)
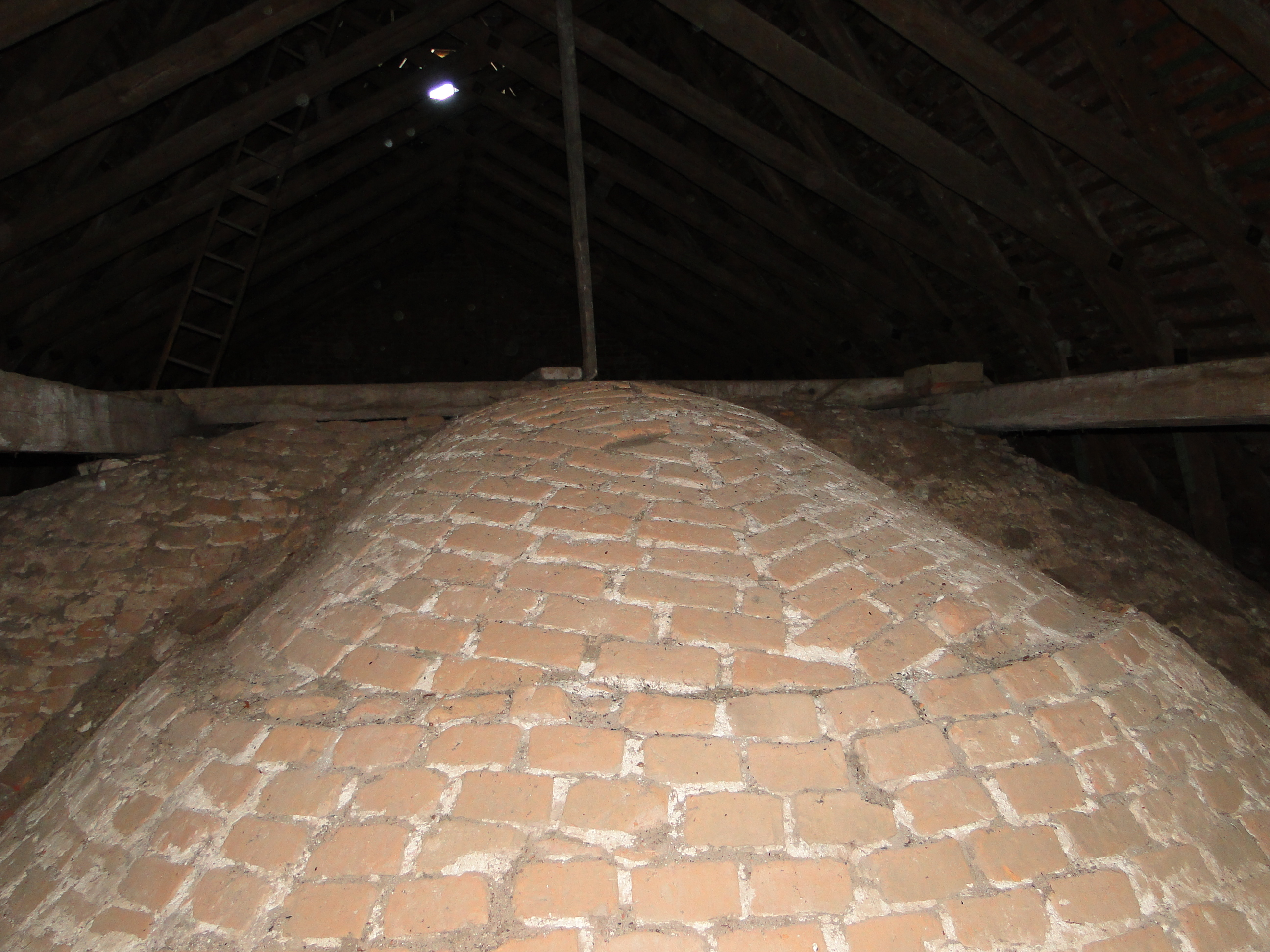
Oberes Kreuzrippengewölbe (2012)
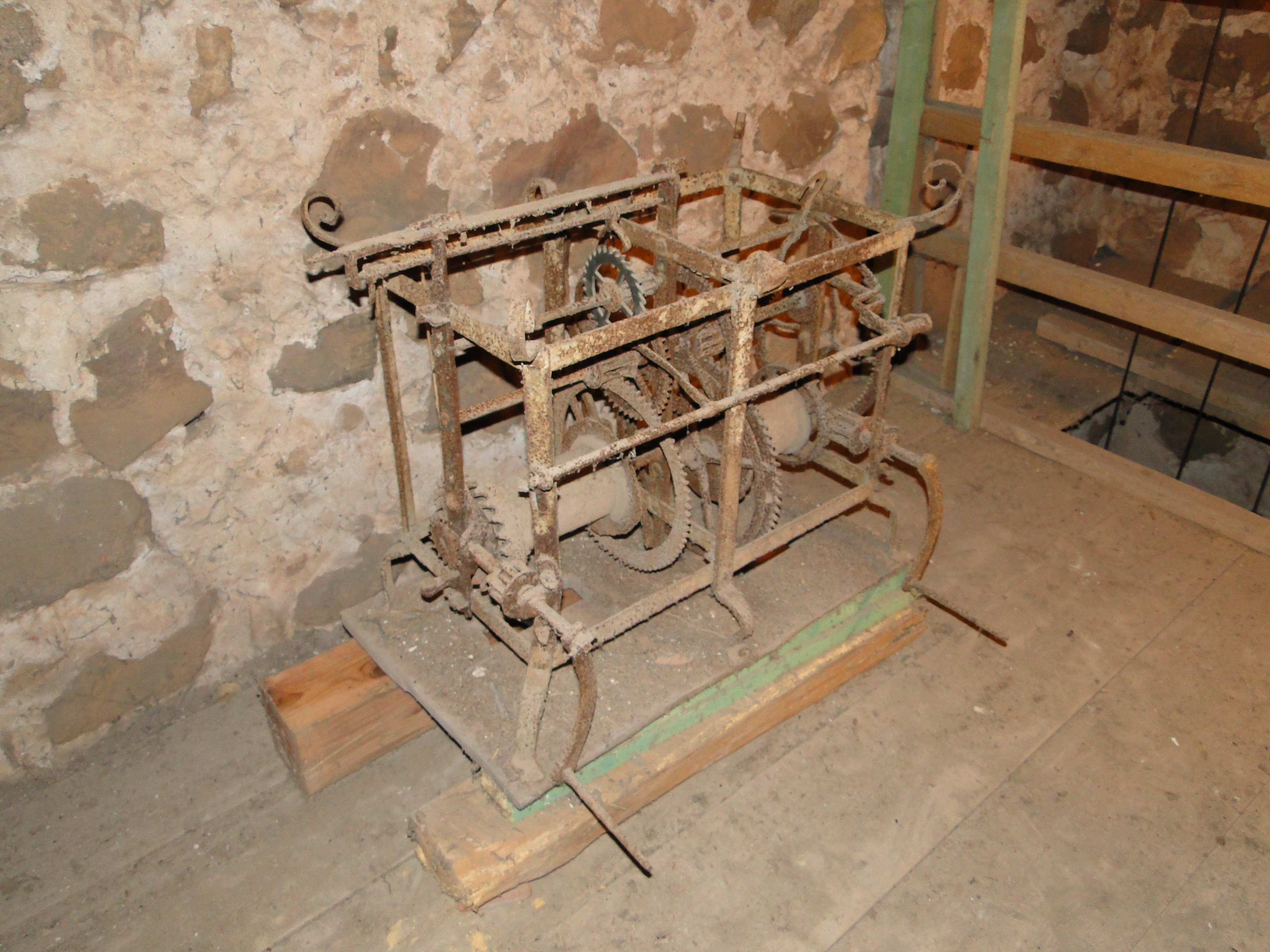
Altes Schlagwerk der Turmuhr vor 1855 (2012)
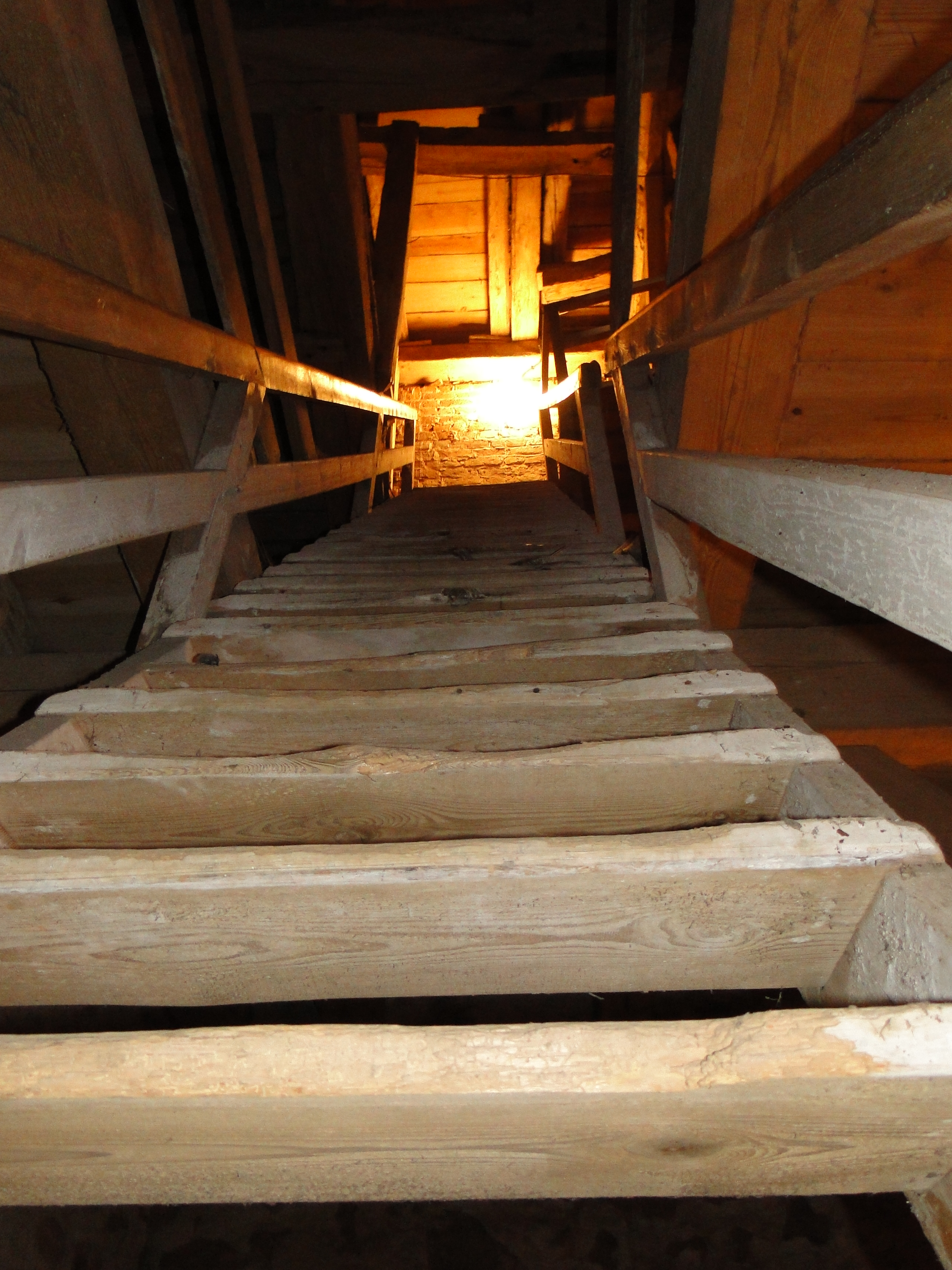
Leiter zu den Glocken (2012)
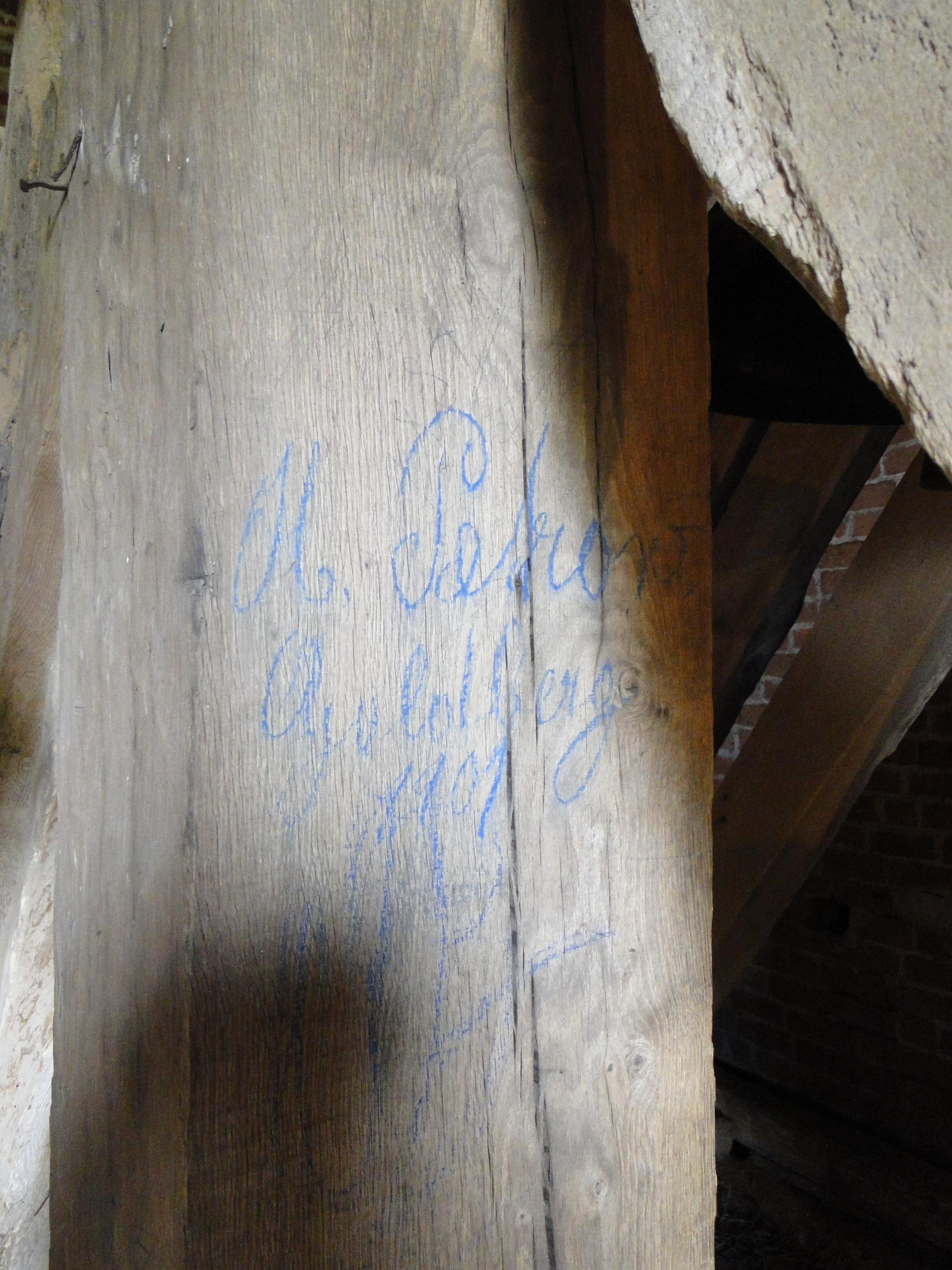
Beschriftung 1901 Petrow Goldberg (2012)
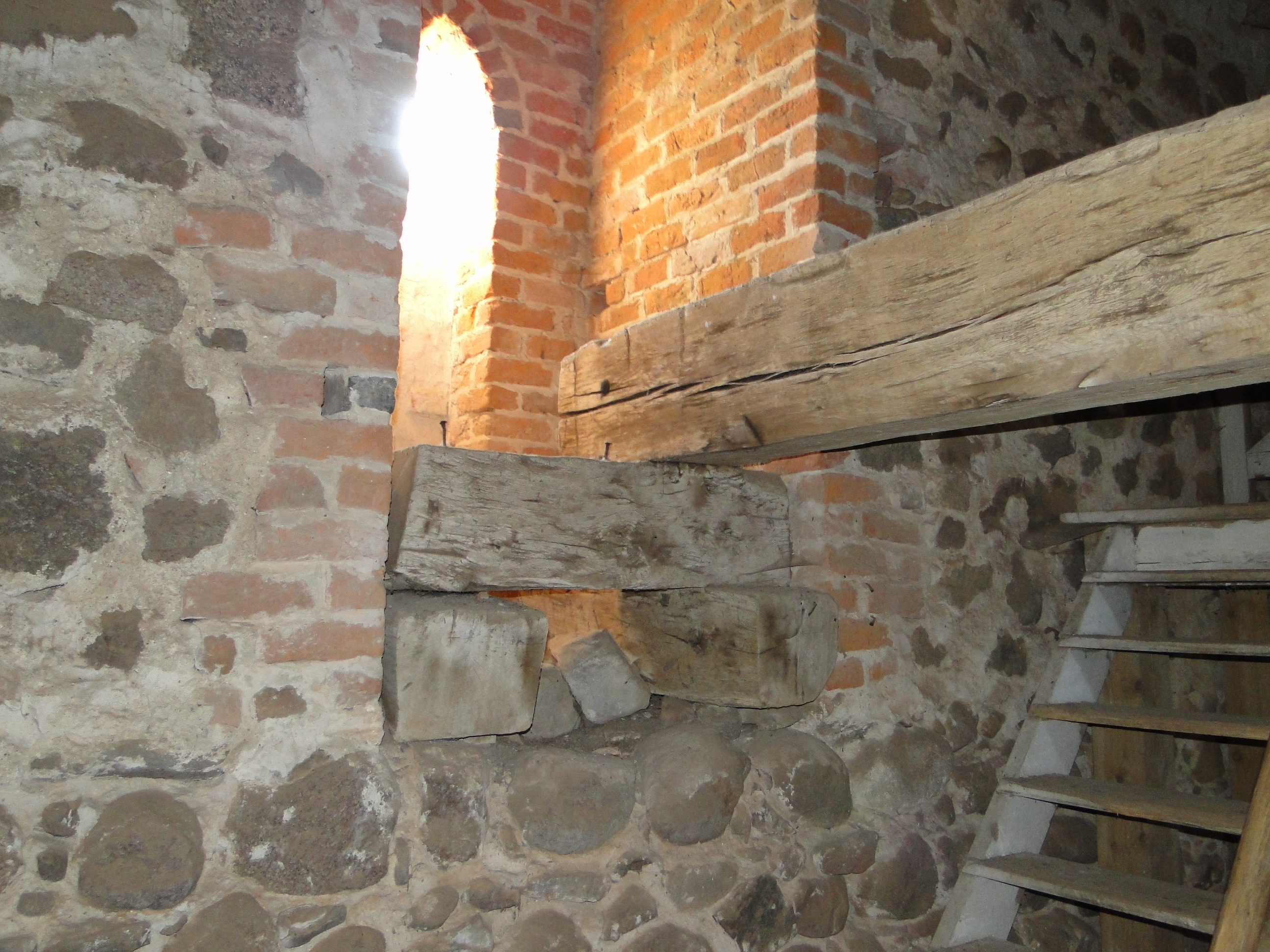
Feldstein, Mauerziegel, Holz (2011)
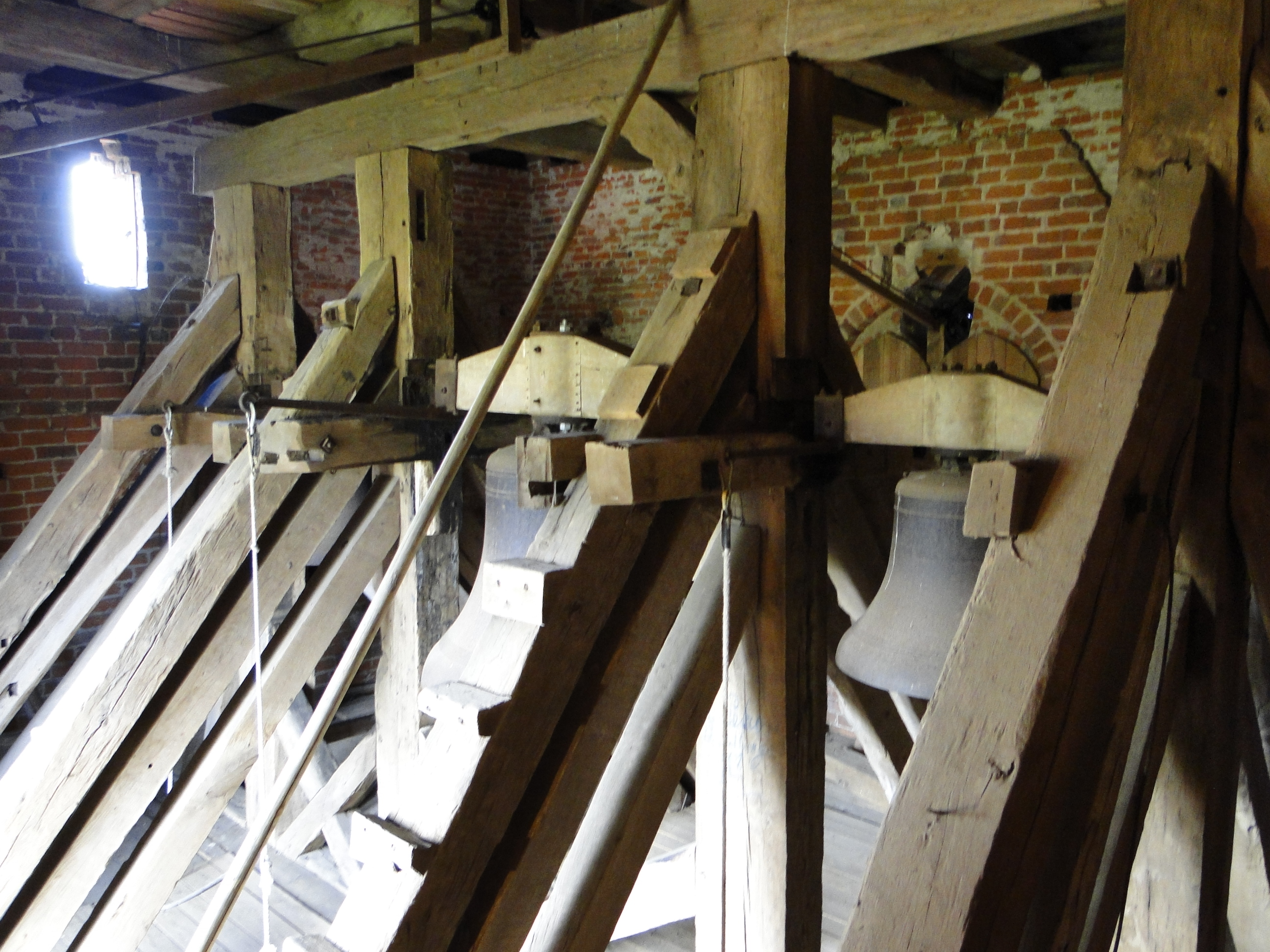
Glockenstuhl (2012)

## Pastoren (Auswahl)

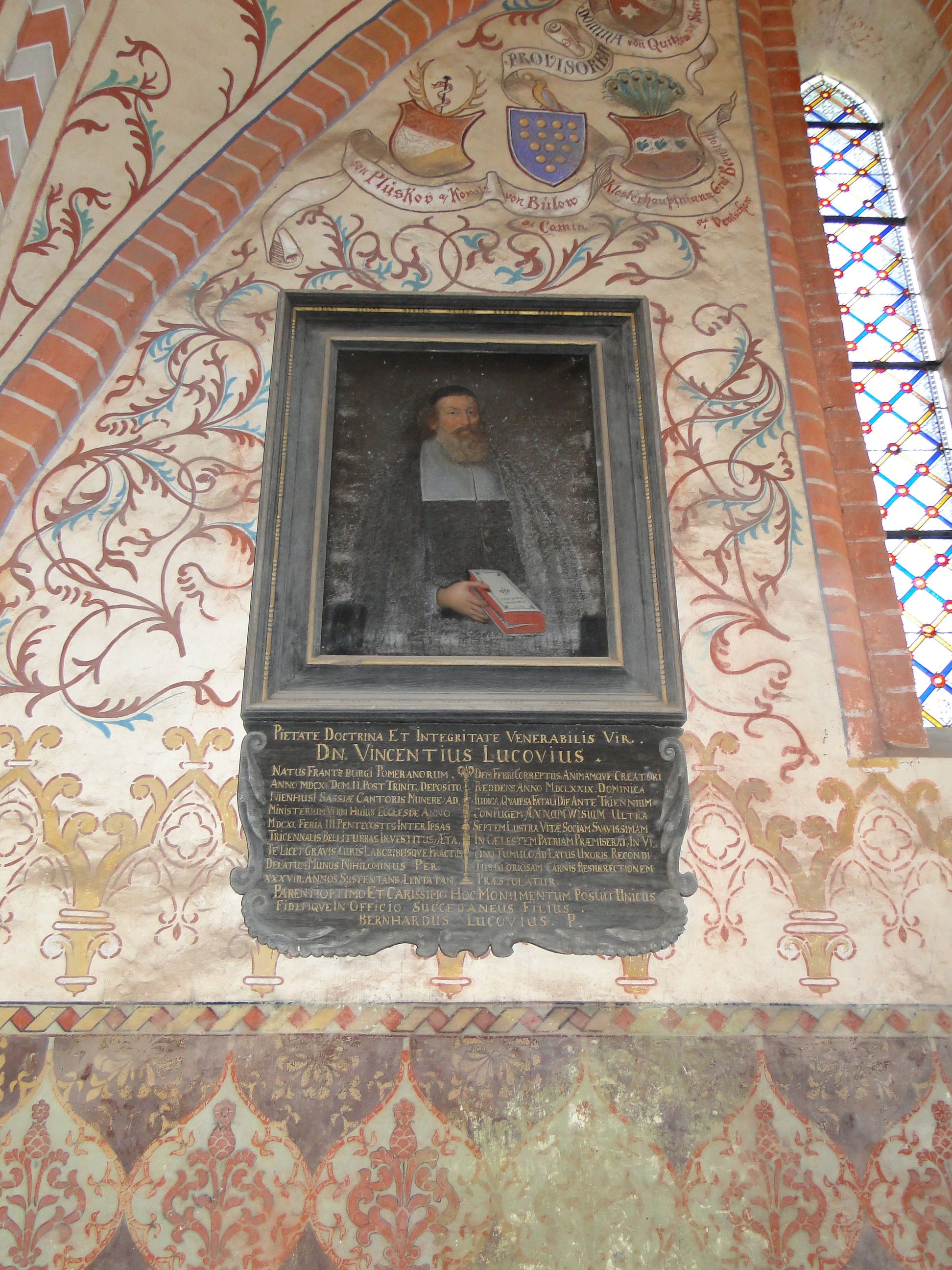
Nordseite Chor Bild von Vincenz Lucow, Pastor 1640–1673 (2011)

Namen und Jahreszahlen bezeichnen die nachweisbare Erwähnung als Pastor.
- 1400–1425 Johanne Pozeryn/Johannes von Poserin, Pleban von Lohmen.[57]
- 1429–1439 Gherardus (Gehrt) Westphal, zugleich Vikar in Parchim und Sternberg[58][59]
- 1553–1577 Joachim Rosenow, vorher Küster, „ein alter Mann, ganz ungeschickt in der Lehre, lebte noch im Zölibat und wusste den Katechismus nicht“[5]
- 1577–1604 Heinrich Kikisch (Kikitsch), als Kaplan aus Nordhausen seit 1557 in Goldberg
- 1604–1639 Stephan Wiese (Wise), 1639–1645 auch Petrus Zander aus Dobbertin.[60]
- 1640–1673 Vincenz (Vincentius) Lucow stammte aus der Kirch Kogel. Sein Porträt hängt an der Nordseite des Chores, sein Grabstein liegt in der Sakristei.
- 1673–1703 Bernhard Lucow, Sohn des vorigen
- 1704–1721 Joachim Peter Rossow[A 1]
- 1722–1728 Joachim Friedrich Zesch
- 1728–1737 Vakanz, durch Daniel Christian Stavenhagen aus Groß Upahl mit bedient
- 1737–1747 Joachim Martin Rohrberg
- 1750–1784 Martin Christoph Theodosius von Storch, hatte aus zwei Ehen 15 Kinder, bei seinem Tode waren noch 10 Kinder „erziehungsbedürftig“.
- 1784–1784 Franz Nikolaus Lüthgens († 1784)
- 1785–1795 Nikolaus Friedrich Regendanz wurde wegen Trunkenheit, Veruntreuung von Kirchengeldern und Vernachlässigung seiner Amtsgeschäfte 1795 suspendiert.
- 1796–1838 Dethlev Hartwig Dietrich Heinrich Zander, Kirchenrat, Ornithologe[61]
- 1838–1891 Gustav Adolf Wilhelm Lierow, 1888 Kirchenrat[12][62][63]
- 1892–1929 Friedrich Julius Adolf Ernst Tarnow, 1886 Rektor in Sternberg, 1915 Präpositus[64]
- 1929–1953 Karl-August Brand, Mitglied der SA und NSDAP[65]
- 1953–1955 Vakanzvertretung durch Pastor Struck aus Groß Uphal
- 1955–1967 Hans-Andreas Schlettwein
- 1968–2006 Karl-Heinz Schroeter, Mitglied der Freiwilligen Feuerwehr Lohmen
- 2007 Vakanz
- 2008–2011 Volkmar Seyffert
- 2011–2011 Vakanz
- 2012–2014 Beate Reinhard, Vertretungspastorin.
- 2014–2015 Vakanz
- 2015 aktuell Jonas Görlich[66]

## Heutige Kirchengemeinde
Die Kirche Lohmen ist seit 1973 mit der Kirche in Kirch Kogel, seit 1976 mit der Kirche in Zehna und seit 2000 mit der Kirche in Kirch Rosin verbunden. Nach weiteren Fusionen gehören zur Evangelisch-Lutherischen Kirchengemeinde Lohmen 2020 die 35 Dörfer Altenhagen, Badendiek, Bellin, Bölkow, Braunsberg, Ganschow, Garden, Gerdshagen, Groß Breesen, Groß Upahl, Hägerfelde, Hohen Tutow, Karcheez, Kirch Kogel, Kirch Rosin, Klein Breesen, Klein Upahl, Klueß, Koitendorf, Lähnwitz, Marienhof, Mühlengeez, Mühl Rosin, Neuhof, Nienhagen, Oldenstorf, Prüzen, Reimershagen, Rothbeck, Rum Kogel, Schönwolde, Steinbeck, Suckwitz und Zehna mit den Kirchen in Badendiek, Bellin, Groß Upahl, Karcheez, Kirch Kogel, Klueß (Haus der Kirche), Kirch Rosin, Lohmen und Zehna.
Das Pfarrhaus in Lohmen ist einer der letzten Dreiseithöfe in Mecklenburg. Das Pfarrwitwenhaus in Lohmen brannte 2003 bis auf die Grundmauern nieder und wurde nach alten Plänen auf den Grundmauern wiedererrichtet. Es beherbergt heute ein Gästehaus für Kinder- und Jugendgruppen. In der Lohmener Pfarrscheune befindet sich das Tourismusbüro. Die ehemalige Pfarrhäuser in Bellin und Kirch Kogel dienen ebenfalls als Tagungshäuser für (kirchliche) Gruppen.

### Gedruckte Quellen
- Mecklenburgisches Urkundenbuch (MUB)
- Mecklenburgische Jahrbücher (MJB)
  - Friedrich Lisch: Die Kirche zu Lohmen. MJB 21 (1856) S. 268.
  - Friedrich Lisch: Die Kirche zu Lohmen. MJB 40 (1875) S. 161–168.

### Ungedruckte Quellen
Landeshauptarchiv Schwerin (LHAS)
- LHAS 3.2-3/1 Landeskloster/Klosteramt Dobbertin. 7.25.4 Pfarre/Kirche, 7.25.5 Küster/Schule.
- LHAS 5.11-2 Landtagsverhandlungen, Landtagsversammlung, Landtagsprotokolle und Landtagsausschuß.
- LHAS 5.12-7/1 Mecklenburg-Schwerinsches Ministerium für Unterricht, Kunst, geistliche und Medizinalangelegenheiten.
- LHAS 10.9 L/06 Personennachlass Lisch, Friedrich. Dörfer 1.1.2.10 Nr. 59 Notizen, Manuskripte, Druckschriften und Korrespondenz zur Geschichte der Kirche in Lohmen. Auch Briefe von Karl Andreae aus Dresden, Pastor Gustav Lierow aus Lohmen und Klosterhauptmann Graf von Bernstorff aus Dobbertin.
- LHAS 10.9 LA Nachlass Lorenz, Adolf Friedrich. 1884–1962, Mappe 5, Baupläner Kirche, Grundriss, Seitenansicht 1946.

Landeskirchliches Archiv Schwerin (LKAS)
- LKAS, OKR Schwerin, Specialia Abt. 3 Nr. 422 Lohmen. Bauten und Reparaturen geistlicher Bauten 1872–1954.
- LKAS, OKR Schwerin, Pfarrarchiv Lohmen, Nr. 5 Bestallung eines Predigers 1736–1747, Nr. 6 Bestallung der Prediger 1748–1945, Nr. 21 Pfarrbesetzungen, Nr. 56 Pfarrbeschwerden gegen das Kloster Dobbertin 1775, Nr. 62 Differenzen mit dem Kloster Dobbertin 1649–1760.